# Hypodynerus caupolicans
Hypodynerus caupolicans är en stekelart som först beskrevs av Reed 1893.  Hypodynerus caupolicans ingår i släktet Hypodynerus och familjen Eumenidae. Inga underarter finns listade i Catalogue of Life.